# Бэр, Иоганн Карл Ульрих
Иоганн Карл Ульрих Бэр (нем. Johann Karl Ulrich Bähr; 18 августа 1801[…] или 18 января 1801, Рига — 29 сентября 1869[…], Дрезден) — русско-немецкий художник, работавший в Германии.

## Биография
Родился в 1801 году в российской Лифляндии, в Риге, в семье торговца Иоганна Ульриха Бэра. Отец хотел, чтобы его сын продолжил семейное дело, но тот мечтал посвятить себя живописи, и в 1824 году отправился в Дрезден, где поступил Дрезденскую академию художеств, где среди его учителей был Фридрих Маттеи. В следующем году Бэр из Дрездена отправился в Париж, где учился в мастерской у пейзажиста Жана Виктора Бертена. Из Парижа Бэр отправился в Рим, где, по некоторым данным, оставался до 1829 года, а возможно и дольше.
В 1829 году он женился на дочери торговца произведениями искусства, а 1832 году поселился в Дрездене, где преимущественно работал в сфере портретной и исторической живописи. В 1834 году, после ранней смерти жены, 33-летний Бэр вновь уехал в Италию. Оттуда отправился на родину, посетил Ригу, а в 1836 году вернулся в Дрезден, где в дальнейшем проживал постоянно.
С 1846 года Бэр был профессором Дрезденской академии. Он был знаком с Каспаром Давидом Фридрихом и в 1836 году написал его портрет.
В 1840-е годы он проводил археологические раскопки на своей родине, результат которых описал в книге, изданной в 1850 году. Издал также несколько других книг на различные темы.
Скончался Бэр в Дрездене в 1859 году и был похоронен на кладбище Анненфридхоф (надгробие сохранилось и около 2010 года было отреставрировано, как исторический памятник).
Потомки Бэра остались проживать в Германии. Его внуком (сыном дочери) был химик Артур Рудольф Ганч (1857—1935).

## Галерея

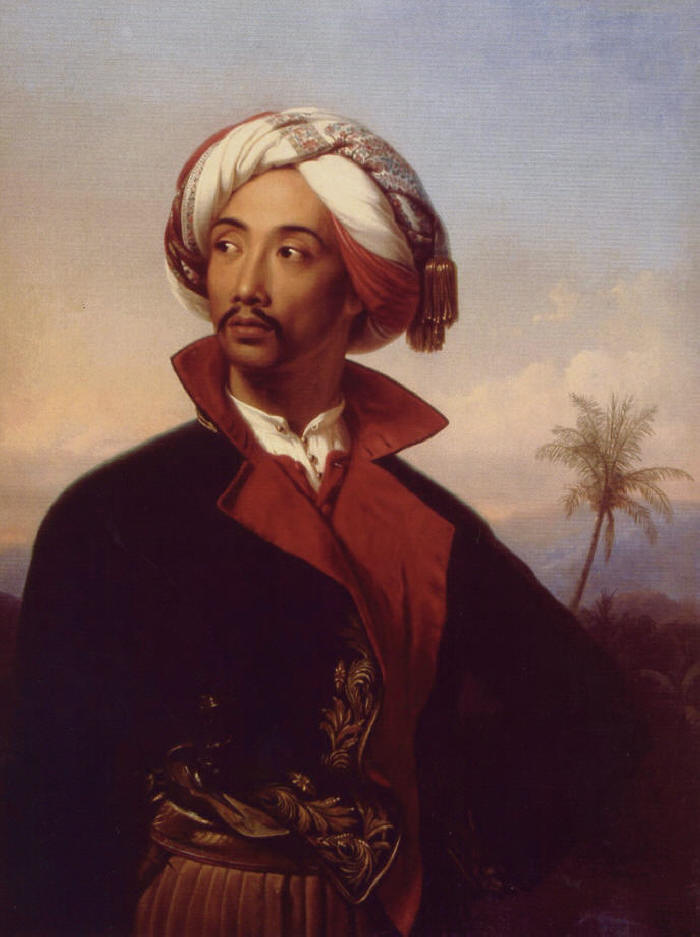
Портрет Радена Салеха, 1842, Музей зарубежного искусства
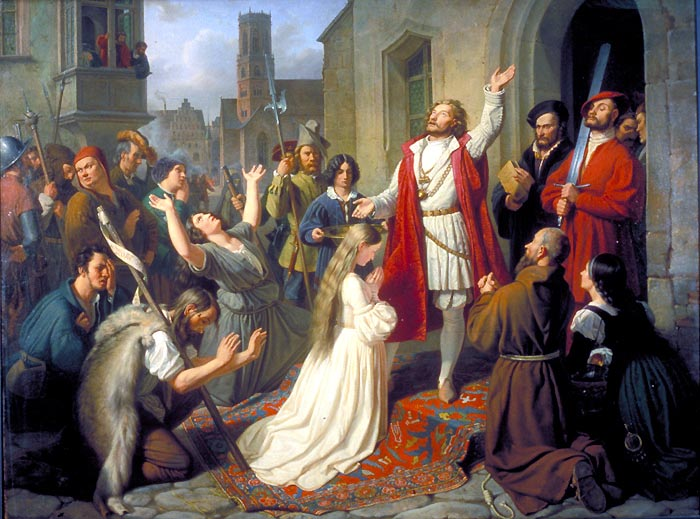
Эпизод Мюнстерской коммуны. Лидер анабаптистов Мюнстера Иоанн Лейденский (1509—1536) крестит молодую девушку в анабаптизм, 1840, Музей искусства и истории культуры (Мюнстер)
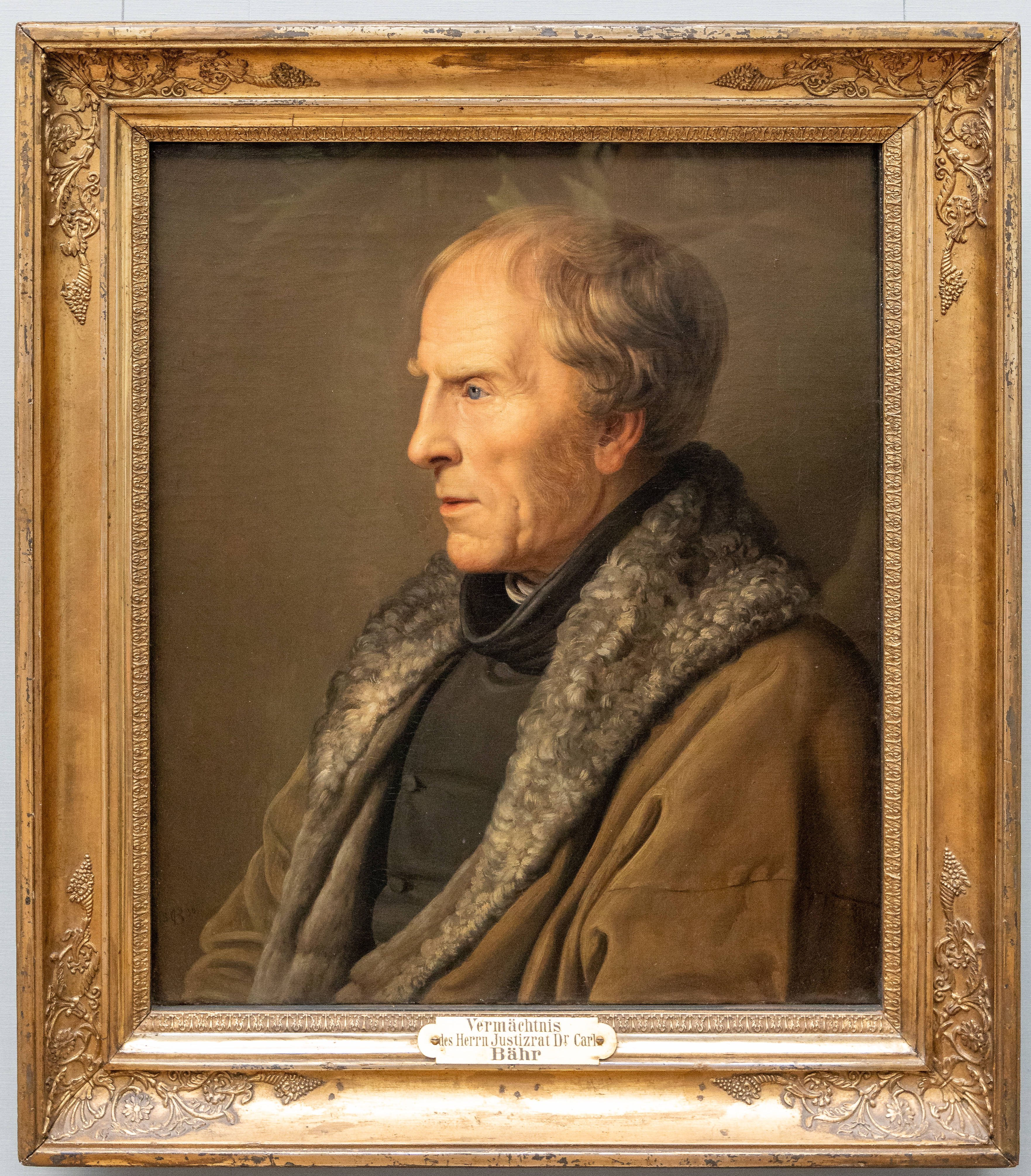
Портрет Каспара Давида Фридриха , 1836, Галерея новых мастеров, Дрезден